# العلاقات البوسنية الصينية
العلاقات البوسنية الصينية هي العلاقات الثنائية التي تجمع بين البوسنة والهرسك والصين.

## مقارنة بين البلدين
هذه مقارنة عامة ومرجعية للدولتين:
| وجه المقارنة                                              | البوسنة والهرسك                                             | الصين                    |
| --------------------------------------------------------- | ----------------------------------------------------------- | ------------------------ |
| المساحة (كم2)                                             | 51.20 ألف                                                   | 9.60 مليون               |
| عدد السكان (نسمة)                                         | 3.51 مليون                                                  | 1.33 مليار               |
| الكثافة السكانية (ن./كم²)                                 | 68.55                                                       | 138.54                   |
| العاصمة                                                   | سراييفو                                                     | بكين                     |
| اللغة الرسمية                                             | اللغة البوسنوية، اللغة الكرواتية، اللغة الصربية             | اللغة الصينية القياسية   |
| العملة                                                    | مارك بوسني                                                  | رنمينبي                  |
| الناتج المحلي الإجمالي (بليون دولار)                      | 18.17 مليار                                                 | 12.24 تريليون            |
| الناتج المحلي الإجمالي (تعادل القوة الشرائية) بليون دولار | 41.35 مليار                                                 | 19.82 تريليون            |
| الناتج المحلي الإجمالي الاسمي للفرد دولار أمريكي          | 4.25 ألف                                                    | 8.03 ألف                 |
| الناتج المحلي الإجمالي للفرد دولار أمريكي                 | 10.43 ألف                                                   | 13.21 ألف                |
| مؤشر التنمية البشرية                                      | 0.733                                                       | 0.728                    |
| رمز المكالمات الدولي                                      | +387                                                        | +86                      |
| رمز الإنترنت                                              | .ba                                                         | .cn، .中国 ‏، .中國 ‏      |
| المنطقة الزمنية                                           | توقيت وسط أوروبا، ت ع م+01:00، ت ع م+02:00، أوروبا/سراييفو ‏ | توقيت الصين، ت ع م+08:00 |

## مدن متوأمة
في ما يلي قائمة باتفاقيات التوأمة بين مدن بوسنية وصينية:
- ترتبط سراييفو مع تيانجين باتفاقية توأمة منذ 1972.
- ترتبط موستار مع ينشوان باتفاقية توأمة منذ 1996.[14]

## منظمات دولية مشتركة
يشترك البلدان في عضوية مجموعة من المنظمات الدولية، منها:
| علم المنظمة | اسم المنظمة                               | تاريخ انضمام البوسنة والهرسك | تاريخ انضمام الصين |
| ----------- | ----------------------------------------- | ---------------------------- | ------------------ |
|             | وكالة ضمان الاستثمار متعدد الأطراف        | 19 مارس 1993                 | 30 أبريل 1988      |
|             | منظمة الشرطة الجنائية الدولية             | ?                            | ?                  |
|             | منظمة حظر الأسلحة الكيميائية              | ?                            | ?                  |
|             | الأمم المتحدة                             | 22 مايو 1992                 | 25 أكتوبر 1971     |
|             | مؤسسة التمويل الدولية                     | 25 فبراير 1993               | 15 يناير 1969      |
|             | يونسكو                                    | 2 يونيو 1993                 | 4 نوفمبر 1946      |
|             | مؤسسة التنمية الدولية                     | 25 فبراير 1993               | 24 سبتمبر 1960     |
|             | البنك الدولي للإنشاء والتعمير             | 25 فبراير 1993               | 27 ديسمبر 1945     |
|             | المركز الدولي لتسوية المنازعات الاستشارية | 13 يونيو 1997                | 6 فبراير 1993      |
|             | الاتحاد البريدي العالمي                   | ?                            | ?                  |
|             | الاتحاد الدولي للاتصالات                  | 20 أكتوبر 1992               | 1 سبتمبر 1920      |

## وصلات خارجية
- موقع وزارة الخارجية البوسنية
- موقع وزارة الخارجية الصينية